# みんなのコンビニ
みんなのコンビニは、2010年2月10日にタイトーより発売されたゲーム作品。対応機種はニンテンドーDS。

## 概要
コンビニエンスストアの経営シミュレーションゲームである。同社（開発元は違うが）の「クッキングママ」シリーズと同じく、女児向けの作品である。正確なジャンル名は「コンビニおしごとバラエティ」。主人公の祖父が経営するコンビニを主人公が手伝うという設定になっている。看板を変えることが可能である。

## キャラクター
主人公
コンビニ経営者の孫または孫娘。
おじいさん
コンビニ経営者。